# Berbere (condimento)

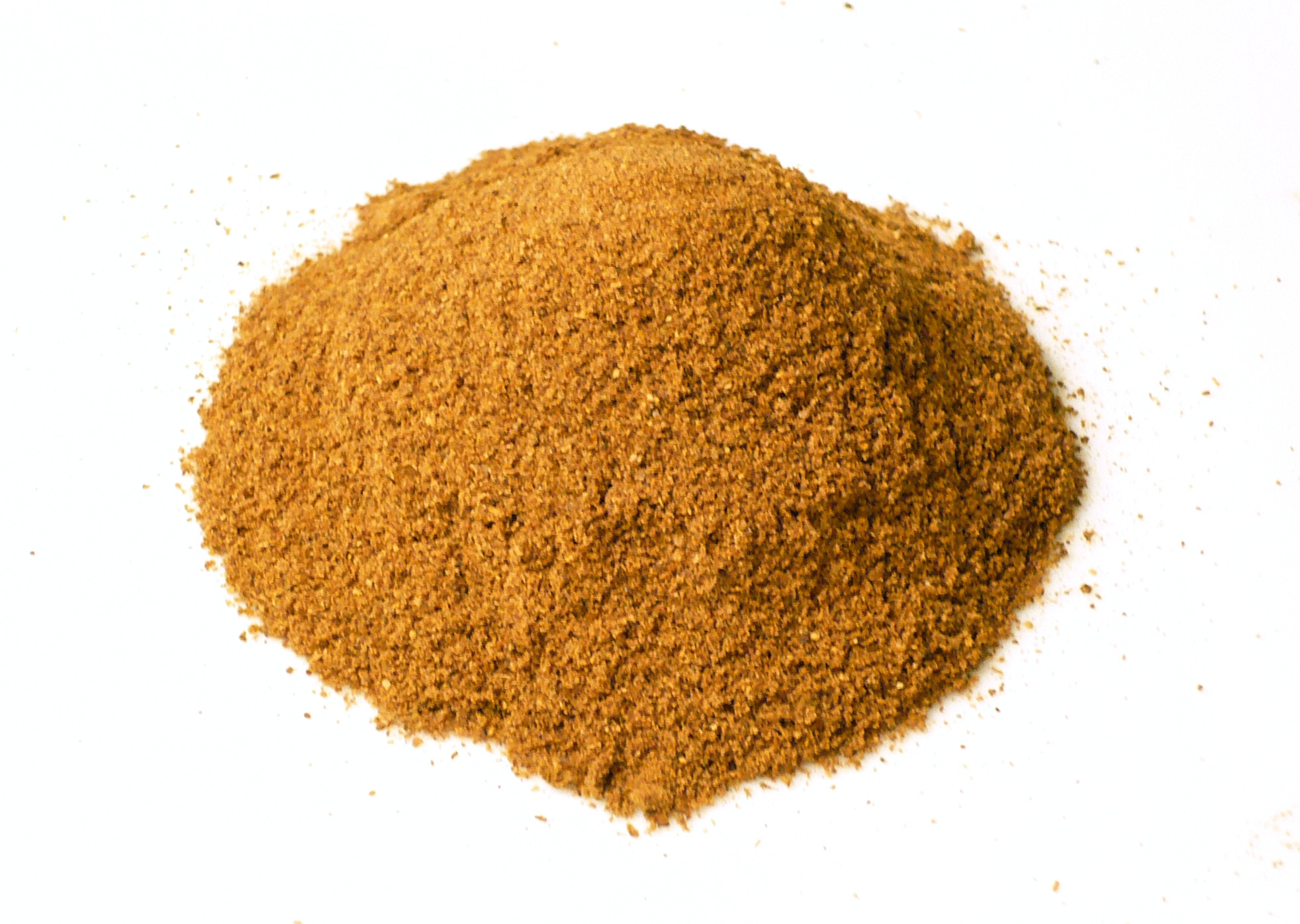
O tempero berbere.

Berbere ou berebere é uma mistura de condimentos típica da culinária da Etiópia, usada em vários tipos de wot. É composta por malagueta, pimenta-de-bengala, pimenta-preta, canela, cravinho, cardamomo, feno-grego, gengibre, coentro, ajowan e pode ainda conter pimenta-da-jamaica e arruda. Para preparar a mistura, os ingredientes são torrados a seco, até o seu aroma se tornar ativo; nessa altura, pode guardar-se para futuro uso, ou misturar com um líquido, como água ou vinho, ou com alho esmagado, para fazer uma pasta para utilização imediata.  